# Arian Smith
Arian Ryshaun Smith (Bradley, 11 ottobre 2001) è un giocatore di football americano statunitense che milita nel ruolo di wide receiver per i New York Jets della National Football League (NFL).

## Carriera universitaria
Nella sua prima stagione a Georgia nel 2020, Smith disputò le ultime quattro partite. La sua prima ricezione fu per 31 yard contro South Carolina. L'anno seguente disputò solamente quattro gare su quindici a causa di diversi infortuni. Contro Missouri ricevette un passaggio da 31 yard e contro UAB uno da 67, segnando in entrambi i casi un touchdown. Nel 2022 fu ancora rallentato dagli infortuni, saltando le prime quattro gare a causa di un problema a una caviglia subito in allenamento che richiese un'operazione chirurgica. Nel Peach Bowl 2022 ebbe un massimo stagionale di 129 yard ricevute, inclusa una ricezione da 76 yard che fu la più lunga della carriera nel college football, con cui segnò un touchdown nella vittoria su Ohio State. Smith disputò tutte le 14 partite nella stagione seguente, segnando un touchdown contro UAB e uno contro Florida State nell'Orange Bowl. Nel secondo turno della stagione 2024 segnò un touchdown da 50 yard contro Tennessee Tech. Nel quinto turno ricevette 132 yard e un touchdown nella sconfitta contro Alabama. Nel settimo turno ebbe un record in carriera di 134 yard ricevute, incluso un touchdown da 55 yard, nella vittoria su Mississippi State. Nel 2024 si lasciò sfuggire il maggior numero di passaggi delle quattro conference principali, con dieci. Malgrado ciò guidò i Bulldogs con 817 yard ricevute. A fine anno annunciò l'intenzione di passare tra i professionisti.

## Carriera professionistica

### New York Jets
Smith fu scelto nel corso del quarto giro (110º assoluto) del Draft NFL 2025 dai New York Jets.